# Charles M. Thomas
Pour les articles homonymes, voir Charles Thomas et Thomas.
Charles Mitchell Thomas (né le 1er octobre 1846 et mort le 3 juillet 1908) est un officier de l'United States Navy. Sorti de l'académie navale d'Annapolis en 1865, il participe à la cartographie de l'Alaska avec l'U.S. National Geodetic Survey. Promu contre-amiral en 1905, il est ensuite nommé commandant en second de la Grande flotte blanche en 1907.